# Le Pacte des assassins
Le Pacte des assassins est un récit historique de l'écrivain et homme politique français Max Gallo paru en 2008.

## Présentation
C'est l'histoire d'une héroïne comme en produit la grande Histoire, surtout dans ses périodes les plus troubles. Au cours de l'hiver 1917, le destin de cette jeune comtesse Julia Garelli va basculer et c'est l'amour qui en sera responsable. En effet, elle est amoureuse d'un jeune Allemand proche de Lénine et tous deux rêvent de changer le monde. Mais la Révolution est loin du rêve et le retour à la réalité va être douloureux avec son cortège de terreur et de barbarie.
Dès lors, elle va prendre ses distances, jouer son rôle de femme libre et aventureuse et rencontre même des hommes qui font le monde comme Staline et Hitler. Ce pacte des assassins unira les ennemis communistes et nazis et lui sera fatal. Elle deviendra l'une de ses nombreuses victimes, déportée en Sibérie, emportée par la folie stalinienne. Pourtant, dans cet univers où beaucoup mourront, elle va réussir à survivre pour raconter son épopée dramatique.
Max Gallo nous raconte cette biographie, exemple de tous ceux qui ont été emportés par le courant de la terrible histoire du XXe siècle. 

Voici ce qu'en dit Union dans son numéro de mars 2008 :

« Max Gallo par sa parfaite connaissance de l'histoire contemporaine réussit ici un exercice périlleux qui est de se nourrir des travaux des témoins et des meilleurs spécialistes pour bâtir une intrigue romanesque épaisse de lucidité et d'émotion. On retrouve dans cette démarche l'honnêteté intellectuelle de l'homme, la rigueur de l'historien et le talent du romancier pour livrer cet ouvrage rythmé en cinq parties. »